# Manuel Ardao
Manuel Ardao (Montevideo, 9 settembre 1998) è un rugbista a 15 uruguaiano, che gioca nel ruolo di.

## Carriera
Viene convocato dalla Nazionale uruguaiana per i mondiali del 2023.